# Кирил Единаков
Кирил Л. Единаков е български политик, кмет на Дупница.

## Биография
Кирил Единаков е роден през 1947 година в Дупница. Избран е за първия кмет на Дупница след демократичните промени, за време на управлението му в града се организират периодични стачки и недоволства.